# Enrique de Borbón-Montpensier
Enrique de Borbón-Montpensier (Mézières, 12 de mayo de 1573 – París, 27 de febrero de 1608), fue delfín de Auvernia, duque de Montpensier, príncipe de Dombes, conde de Forez, vizconde de Brosse, señor de Beaujeu y par de Francia. Él fue abuelo de La Gran Mademoiselle, prima hermana de Luis XIV de Francia.

## Biografía
Enrique era el único hijo de Francisco de Borbón, duque de Montpensier y Renata de Anjou, marquesa de Mézières y condesa de Saint-Fargeau. 
Titulado príncipe de Dombes antes de la muerte de su padre, luchó contra los miembros de la Liga Católica y muy particularmente contra Felipe Manuel de Lorena, duque de Mercœur en Bretaña desde 1590, tomando con astucia la ciudad de Quimperlé, en abril de 1590. Este último lo derrotó en Craon en 1592. 
Luego fue nombrado gobernador de Normandía, comprometiéndose a reconquistar la provincia para el rey y resultó gravemente herido en el asedio de Dreux (1593). En 1596, combatió a los españoles en Artois, en nombre de Enrique IV, en la batalla de Ivry en 1600 y participó en la campaña de Saboya.

## Títulos
Enrique era duque de Montpensier, de Châtellerault y de Saint-Fargeau, príncipe de Dombes, de la Roche-sur-Yon y de Luc, delfín de Auvernia, marqués de Mézières, conde de Mortain y de Bar, vizconde de Auge, de Domfront y de Brosse, barón de Beaujolais, de Combraille y de Mirebeau, señor de Champigny, de Argenton y de Saint-Sever, caballero de la Orden del Rey, par de Francia, gobernador del Delfinado y de Normandía. 

## Matrimonio e hijo
El 15 de mayo de 1597, se casó con Enriqueta Catalina de Joyeuse, hija de Enrique, duque de Joyeuse y de Catalina de Nogaret. De esta unión nació una sola hija:
- María de Montpensier (1605-1627), casada en 1626 con Gastón de Francia (1608-1660), duque de Orleans, hijo de Enrique IV.

## Muerte
A su muerte en 1608, y heredó todos sus títulos a su única hija, María de Borbón-Montpensier.